# Hermine Körner
Pour les articles homonymes, voir Körner.
Hermine Körner, née le 30 mai 1878 à Berlin (Empire allemand) et morte le 14 décembre 1960 à Berlin-Wilmersdorf (Allemagne de l'Ouest), est une actrice, réalisatrice et directrice de théâtre allemande.

## Biographie
Elle est membre de la Gottbegnadeten-Liste.

## Filmographie

### Cinéma
- 1916 : Die Einsame
- 1919 : Der Karneval der Toten : Tochter Inge Kotten
- 1923 : Der Mensch am Wege de William Dieterle
- 1938 : Altes Herz geht auf die Reise : Eine Nonne
- 1938 : Preußische Liebesgeschichte : Fürstin Radziwill - Prinzessin Luise von Preußen - seine Gemahlin
- 1941 : Le Musicien errant (Friedemann Bach) : Gräfin Kollowrat
- 1948 : Secrets of a Soul : Frau von Aldenhoff
- 1949 : Tragödie einer Leidenschaft : Anna lwowna
- 1959 : Le Phalène bleu : Bit Part (non créditée)

### Courts-métrages
- 1916 : Das Leid

### Télévision

#### Téléfilms
- 1954 : Legende eines Lebens : Maria
- 1954 : Leocadia : Herzogin
- 1957 : Das Geheimnis : Mrs. Callifer
- 1959 : Die Irre von Chaillot : Die Irre
- 1959 : Die Troerinnen des Euripides : Hekuba

## Récompenses et distinctions
- (en) Hermine Körner: Awards, sur l'Internet Movie Database

## Postérité
La ville de Kaufbeuren décerne depuis 2006 le prix Hermine Körner pour les arts du spectacle et la culture. 
Hermine Körner a commencé sa carrière artistique en 1895 (sous le nom d'Hermine Stader) au Kaufbeurer Stadttheater. C'est aussi dans cette ville qu'elle a rencontre son futur mari, le comédien autrichien Ferry Körner. 

### Lauréats du prix Hermine Körner
- 2008 : Leo Hiemer (cinéaste)
- 2011 : Wolfgang Krebs (artiste de cabaret)
- 2019 : Thomas Garmatsch (professeur de théâtre)